# Ibrahim (nom)
Ibrahim és un nom masculí àrab (àrab: إبراهيم, Ibrāhīm) que es correspon amb el català Abraham, que l'àrab pren directament de l'hebreu אַבְרָהָם, Avrāhām. Si bé Ibrahim és la transcripció normativa en català del nom en àrab clàssic, també se'l pot trobar transcrit Ebrahim, Abraham... Com a nom del patriarca del judaisme és un nom força usual entre els àrabs jueus, de la mateixa manera que, com a nom d'un dels principals profetes de l'islam, és dut per molts musulmans, arabòfons o no; aquests darrers l'han adaptat a les característiques fòniques i gràfiques de la seva llengua: albanès: Ibrahim; bosnià: Ibrahim; català medieval: Abrafim, Abrahim; indonesi: Ibrahim; kurd: Îbrahîm; malai: Ibrahim; persa: ابراهیم; turc: İbrahim.
Vegeu aquí personatges i llocs que duen aquest nom.